# Rue Chanzy (Paris)
Pour les articles homonymes, voir Rue Chanzy.
La rue Chanzy est une voie située dans le quartier Sainte-Marguerite du 11e arrondissement de Paris, en France.

## Situation et accès
La rue Bouvier est une voie publique située dans le 11e arrondissement de Paris. Elle débute au 26, rue Saint-Bernard, et se termine au 212, Boulevard Voltaire.

## Origine du nom

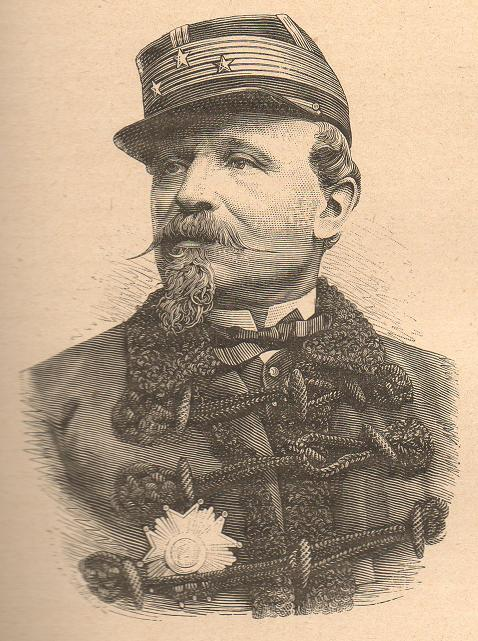
Alfred Chanzy.

Elle porte le nom du général Alfred Chanzy (1823-1883), commandant l'armée de la Loire pendant la guerre de 1870-1871.

## Historique
Cette rue faisait précédemment partie de la rue Titon, entre la rue Titon et le boulevard Voltaire, qui avait été ouverte vers 1885.
Prolongée en 1889, jusqu'à la rue Saint-Bernard, elle prend par arrêté du 18 avril 1890, le nom de « rue de Chanzy ».

## Bâtiments remarquables et lieux de mémoire
- No 9 : hôtel particulier en brique et pierre, construit en 1902 par l'architecte Achille Champy. Les sculptures sont l'œuvre du sculpteur Despoix de Folleville. Le permis de construire est demandé le 11 avril 1902 au nom de M. Léon.

Ce bâtiment, de par sa fenêtre du deuxième étage à encadrement métallique en forme de grandes arabesques, rappelle le style Art nouveau de Victor Horta, chef de file de l'école belge. Les ferronneries des balcons à motifs de feuilles et de tiges stylisées sont typiquement Art nouveau (immeuble inscrit sur la liste des protections patrimoniales du 11e arrondissement).

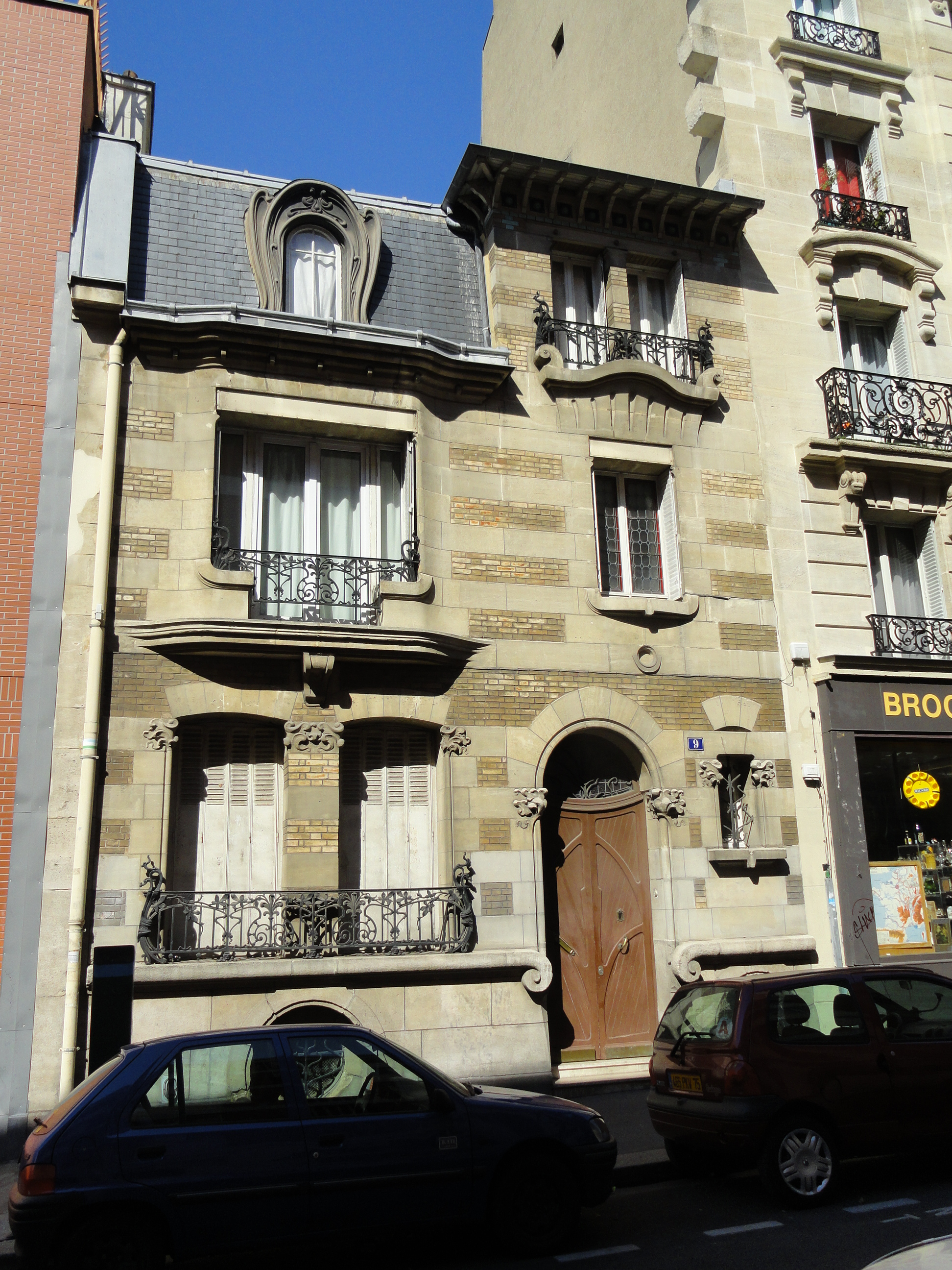
L'hôtel particulier.
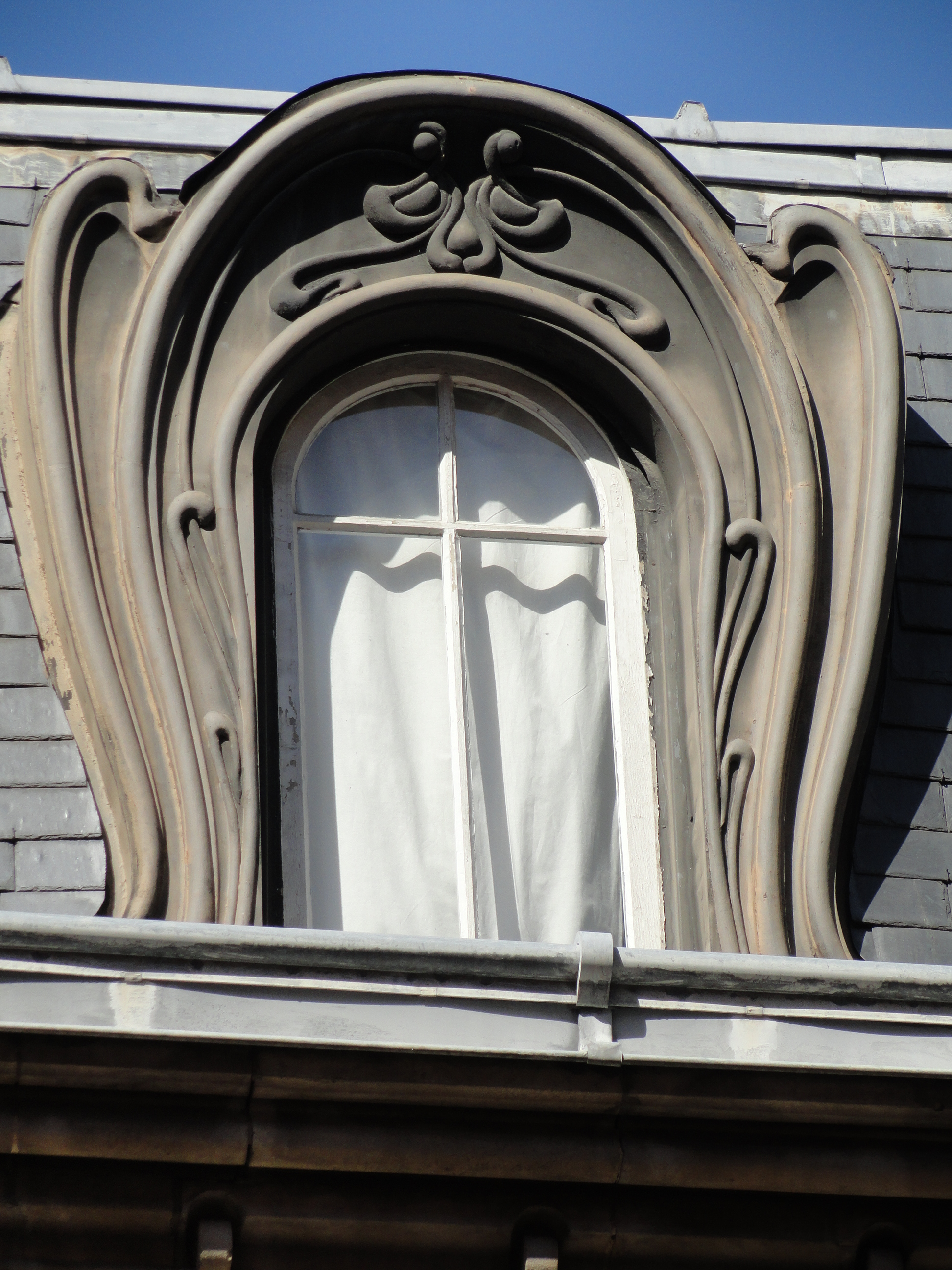
Une fenêtre du deuxième étage.
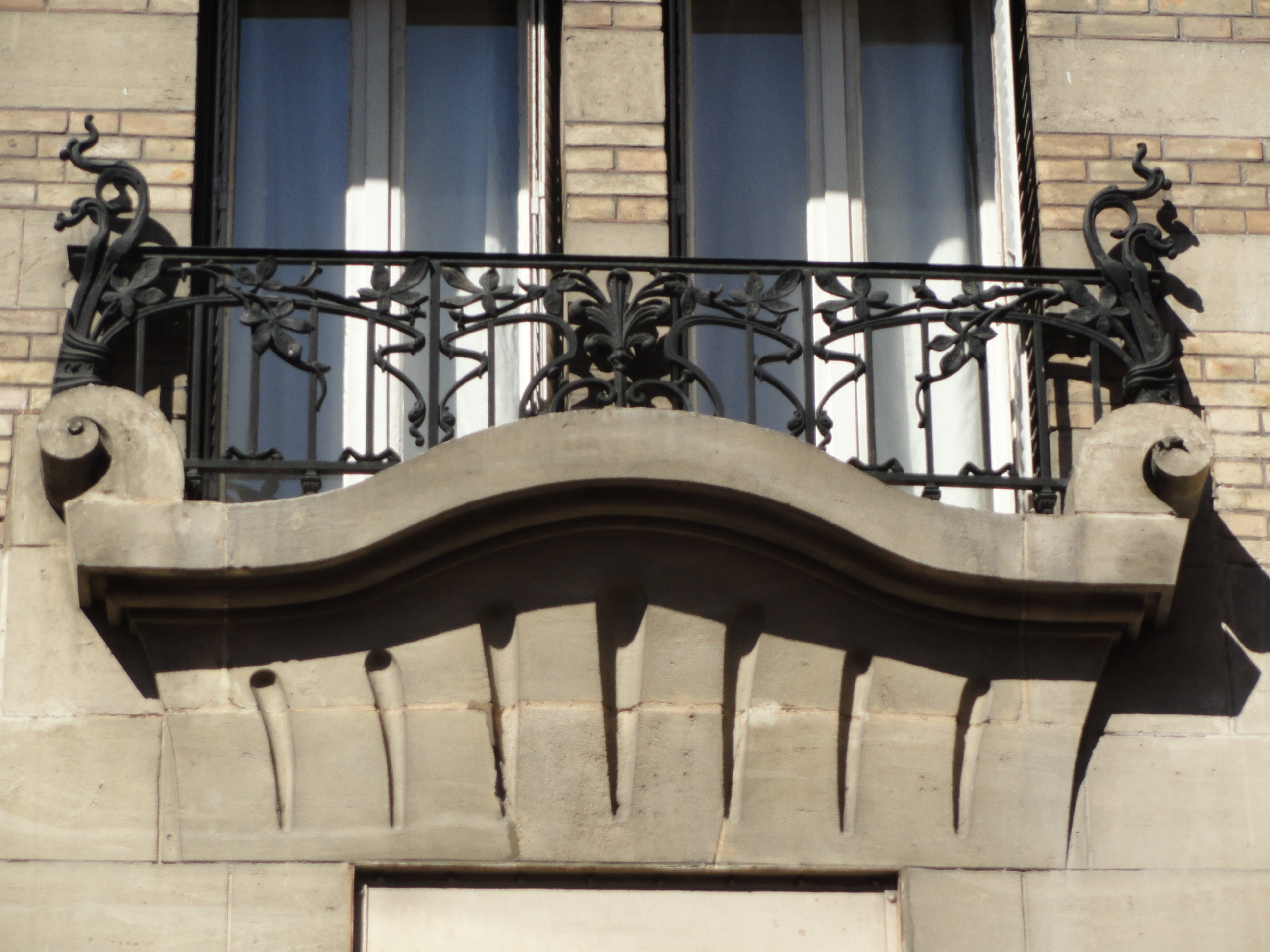
Le balcon du deuxième étage.
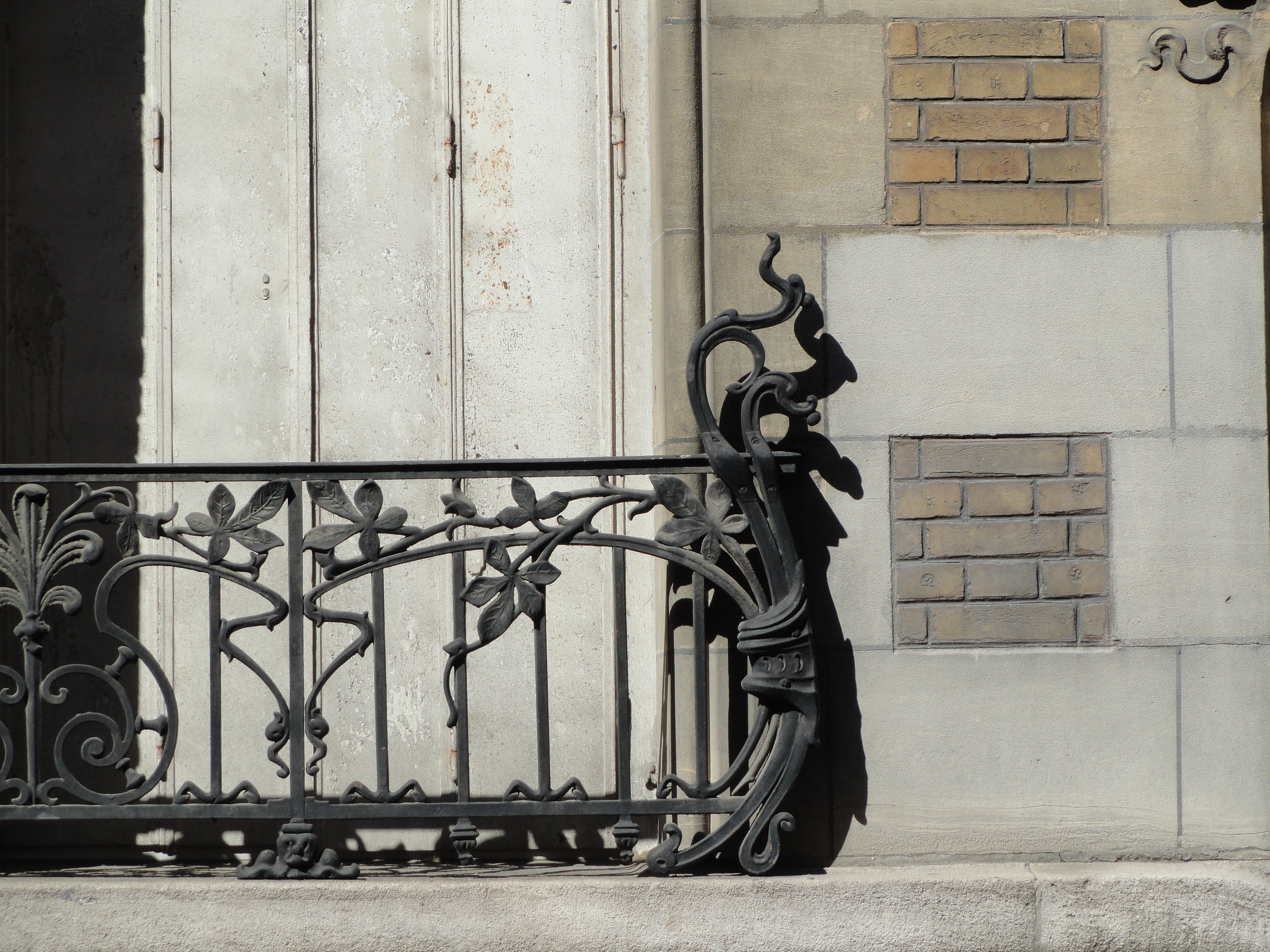
Le balcon du rez-de-chaussée (détail).

- du No 14 au No 48 : limite de la folie Titon

- No 30 : immeuble Cité Prost, de l'OPAC Paris, construit suivant les plans de l'architecte Bernard Bühler en 2005-2007.

Vue d'ensemble de l'immeuble Cité Prost.
Vue de la façade avant.

- No 37 : bâtiment datant de la deuxième moitié du XVIIIe siècle[3] présentant deux niveaux à quatre travées au-dessus d'un rez-de-chaussée percé d’une porte cochère. La parcelle a autrefois abrité une activité d’achat, de vente et de diffusion de diapositives et un  atelier de fabrication et de tirages photographiques de diapositives et de vues stéréoscopiques .
 Le « Studio Véronèse » (Paris) qui eut pour objet « l’exploitation d’un fonds de commerce  de photographie, sous toutes les formes, et accessoirement la fabrication, l’achat et la vente de tous matériel, appareils et produits photographiques » y avait son siège. En cessation de paiements en 1969, cette société fut admise au règlement judiciaire en 1970[4]. La liquidation de ses biens fut prononcée l’année suivante[5].
 « Diafrance », sise à la même adresse, qui en était déjà locataire-gérant, acquit le fonds en 1971 et poursuivit l’activité de reproduction de séries de « diapositives Véronèse ». Au début de l’année 1972, « Diafrance » recueillit en outre en location-gérance le fonds de la société « Stéréofilms Bruguière » qui fabriquait depuis 1946 des stéréoscopes et des séries d’images stéréoscopiques[6] aujourd'hui recherchés par des amateurs et des professionnels.

## Au cinéma
- Pédale douce, film français de Gabriel Aghion, sorti en 1996 : la scène d'introduction où Patrick Timsit se met nu dans sa décapotable devant une voiture de police a été tournée rue Chanzy.
- Les Clefs de bagnole, film long métrage réalisé par Laurent Baffie, sorti en 2003 : plusieurs séquences sont tournées rue Chanzy — dont la rencontre du personnage de Daniel (joué par Daniel Russo) avec celui de Lucie (Alexandra Sarramona).